# میلتون ایجر
میلتون ایجر (به انگلیسی: Milton Ager) (زاده ۶ اکتبر ۱۸۹۳ -مرگ ۶ می ۱۹۷۹) یک آهنگساز آمریکایی بود.

## زندگینامه
او در شهر شیکاگو واقع در ایالت ایلینوی به دنیا آمد. او ششمین فرزند از مجموع نه فرزند خانواده خود بود.
ایجر پس از گذشت سه سال از دوره دبیرستان مدرسه را رها کرد.بعد از این کار او با تمرین نواختن پیانو را فرا گرفت و بعنوان یک موسیقیدان مشفول فعالیت شد.
پس از مدتی که به کار نواختن موسیقی برای فیلم‌های صامت مشغول بود، برای نوشتن موسیقی به نیویورک نقل مکان کرد.در طول جنگ جهانی دوم او بعنوان افسر در جنگ شرکت کرد.بعد از جنگ او به هالیوود رفت تا آهنگسازی برای فیلم‌ها را آغاز کند.
بعد از مرگ در سال ۱۹۷۹ جسد وی را در گورستان وست وود در لس آنجلس دفن کردند.آثار ایجر در سال ۱۹۷۹ در تالار آهنگسازان مشهور پذیرفته شد.